# Francis de Laporte de Castelnau
François Louis Nompar de Caumont La Force, comte de Castelnau (Londen, 25 december 1810 - Melbourne, 4 februari 1880) was een Frans natuuronderzoeker, (ook wel bekend als François Laporte, François Delaporte, Francis de Castelnau of Francis de Laporte de Castelnau en andere varianten).
Hij werd geboren in Londen en studeerde natuurlijke historie in Parijs. Van 1837-1841 leidde hij een wetenschappelijke expeditie naar Canada, waar hij de fauna van de Canadese meren bestudeerde. In 1843 werd hij door Lodewijk Filips I van Frankrijk, met twee botanici en een taxidermist naar Zuid-Amerika gestuurd, hij reisde 5 jaar lang door Zuid-Amerika, van Rio de Janeiro naar Lima en door naar Pará.
Hij bestudeerde de politieke systemen van Upper en Lower Canada (ruwweg de huidige provincies Ontario en Quebec) en van de Verenigde Staten. Hij diende als de Franse consul in Bahia in 1848; in Siam van 1848 tot 1862, en in Melbourne, Australië van 1864 tot 1877.

## Werken
- Histoire naturelle, 1837.
- Vues et souvenirs de l'Amérique du Nord
- Expédition dans les parties centrales de l'Amérique: histoire naturelle des insectes coléoptères, 1840.
- met Hippolyte Louis Gory Histoire naturelle et iconographie des insectes coléoptères, publiée par monographies séparées, Paris, 1837-1841.
- Mémoires sur les poissons de l'Afrique australe, 1843.

- Australian Dictionary of Biography: laporte-francois-louis-nompar-de-caumont-3993
- Bibsys: 11043803
- Bibliothèque nationale de France: cb12459617q (data)
- Author citation (botany): Castelnau
- Gemeinsame Normdatei: 104112166
- International Standard Name Identifier: 0000 0001 2123 1359
- Library of Congress Control Number: n88614984
- MusicBrainz: a816df40-89bc-4555-bac4-9a5cd7b86709
- Nationale bibliotheek van Australië: 35331775
- Nationale Bibliotheek van Israël: 987007278984405171
- Nederlandse Thesaurus van Auteursnamen: 152193685
- LIBRIS: 261783
- SNAC: w67w91g2
- Système universitaire de documentation: 067065716
- Trove: 914592
- Virtual International Authority File: 19775535
- WorldCat: E39PBJm4QPFkMxrCTMqYWxb68C